# Eric Cantor

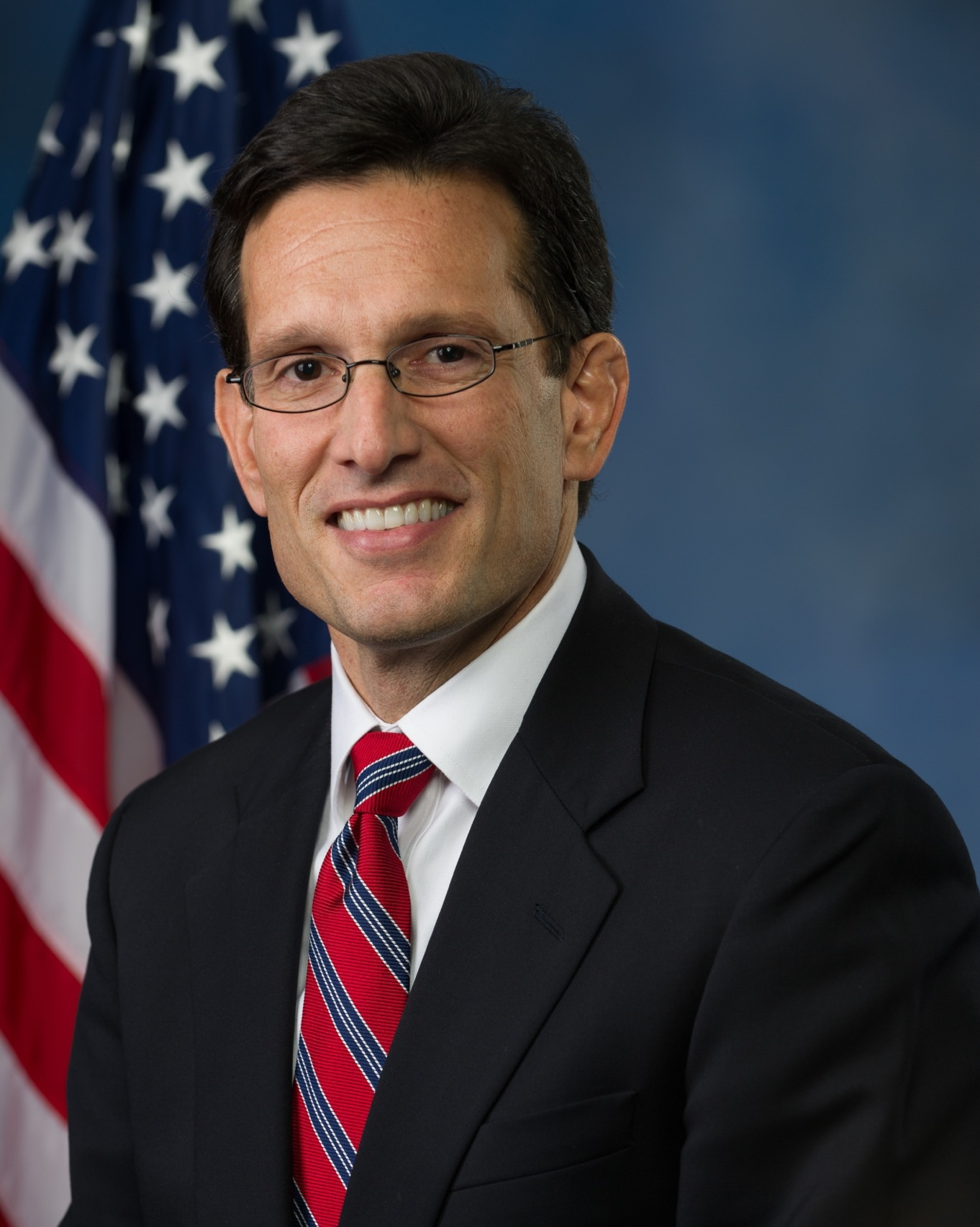
Eric Cantor (2012)

Eric Ivan Cantor (* 6. Juni 1963 in Richmond, Virginia) ist ein US-amerikanischer Politiker. Er ist Mitglied der Republikanischen Partei und vertrat von 2001 bis 2014 den siebten Kongresswahlbezirk Virginias im Repräsentantenhaus der Vereinigten Staaten. Im 111. Kongress der Vereinigten Staaten war er Minority-Whip der republikanischen Fraktion und vom 3. Januar 2011 bis zum 31. Juli 2014 Mehrheitsführer (House Majority Leader) des Repräsentantenhauses.

## Familie, Ausbildung und Beruf
Eric Cantor wuchs in einem konservativen jüdischen Elternhaus auf. Seine Vorfahren stammen aus Osteuropa und wanderten Anfang des 20. Jahrhunderts in die USA ein. Cantors Vater war 1980 Schatzmeister des Wahlkampfteams Ronald Reagans. Cantor besuchte die private Collegiate School in Richmond und studierte an der George Washington University, die er 1985 mit dem Bachelor of Arts abschloss, und am College of William & Mary, von dem er 1988 den Juris Doctor erhielt. An der Columbia University erwarb er zusätzlich 1989 den Master of Science in Immobilienentwicklung.
Nach seinem Studium arbeitete Cantor als Geschäftsmann und Anwalt im Betrieb seiner Familie.
Seit 1989 ist er mit Diana Fine Cantor verheiratet. Sie haben drei Kinder.

## Politische Laufbahn
Bereits 1981, als Studienanfänger an der George Washington University, arbeitete er für Tom Bliley, den damaligen Vertreter des 7. Kongresswahlbezirks Virginias im Repräsentantenhaus, und war im Wahlkampf 1982 Blileys Fahrer.
Von 1992 bis zum 1. Januar 2001 war er Mitglied des Abgeordnetenhauses von Virginia. Seit dem 3. Januar 2001 war er Abgeordneter im US-Repräsentantenhaus. Während seiner ersten Legislatur war er Vorsitzender der Congressional Task Force on Terrorism and Unconventional Warfare. Außerdem gehörte er den Ausschüssen für Financial Services und Ways and Means an. In den folgenden drei Wahlperioden fungierte er als stellvertretender (deputy) Whip. Am 19. November 2008 wurde Cantor einstimmig zum Whip der Republikaner gewählt.
Im August 2008 galt Cantor als ein möglicher Kandidat des von den Republikanern für die Präsidentschaft nominierten John McCain für das Amt des Vizepräsidenten bei der Präsidentschaftswahl 2008. Von den 45 Abgeordneten jüdischen Glaubens im 111. Kongress war Cantor der einzige Republikaner.
Nachdem die Republikaner in den Wahlen im November 2010 Sitze gewonnen und die Mehrheit im Repräsentantenhaus errungen hatten, wurde Cantor am 3. Januar 2011 zum Mehrheitsführer des Repräsentantenhauses des 112. Kongresses gewählt und war somit nach dem Speaker John Boehner die Nummer zwei der Republikanischen Partei.
Am 10. Juni 2014 unterlag Cantor bei der Vorwahl der Republikanischen Partei überraschenderweise seinem weitgehend unbekannten Herausforderer, dem Tea-Party-Anhänger Dave Brat. Cantors Niederlage war von erheblichem Medieninteresse begleitet. Unmittelbar darauf kündigte Cantor an, die Funktion des Mehrheitsführers im Repräsentantenhaus zum 31. Juli 2014 niederzulegen. Obwohl Cantor zunächst ankündigte, sein Mandat bis zu dessen Ende am 3. Januar 2015 auszuüben, legte er es am 18. August 2014 ebenfalls nieder und schied damit vollständig aus dem Kongress aus. Brat setzte sich sowohl bei der fälligen Nachwahl als auch bei der regulären Kongresswahl durch und trat am 4. November 2014 Cantors Nachfolge im Kongress an.
Cantor wechselte im Herbst 2014 in die Finanzbranche und wurde Vizechef und Mitglied des Verwaltungsrates der Investmentbank Moelis.

## Politische Positionen
Cantor veröffentlichte zusammen mit den Abgeordneten Kevin McCarthy und Paul Ryan im September 2010 das Buch Young Guns – eine neue Generation konservativer Anführer, in dem sie das republikanische Establishment kritisierten und eine Rückbesinnung der Republikaner auf konservative Werte und eine strikte Anti-Ausgaben-Politik forderten.
Cantor will das Bildungssystem verbessern und fordert ein einfacheres Steuersystem.